# Cleora discipuncta
Cleora discipuncta är en fjärilsart som beskrevs av James John Joicey och Talbot 1917. Cleora discipuncta ingår i släktet Cleora och familjen mätare. Inga underarter finns listade i Catalogue of Life.